# Pałac w Kazimierzu Biskupim
Pałac w Kazimierzu Biskupim – pałac o wyglądzie klasycystycznym, istniejący w latach 1912–1965, należący niegdyś do rodziny Mańkowskich herbu Zaremba w Kazimierzu Biskupim.

## Historia
Pałac oddano do użytku w 1912 roku. Miał czterdzieści cztery pomieszczenia, w tym sypialnie dla mieszkańców i gości, dwa salony, kaplicę (co piątek miejscowy proboszcz odprawiał w niej mszę świętą), bibliotekę, duży hol, jadalnię dla około trzydziestu osób, ubieralnie, łazienki, gabinet i sekretariat właściciela, obszerny strych z dwoma dużymi zbiornikami na wodę, kuchnię, zmywalnię naczyń, trzy duże spiżarnie, stołówkę dla służby, pralnię, szwalnię, sanitariat i kotłownię. Obok pałacu znajdował się duży park, ogród, studnia artezyjska, stajnia, prywatna elektrownia, kort tenisowy z asfaltową nawierzchnią oraz stary dwór (właściwie był to dom po farbiarzu z końca XVIII lub początku XIX wieku).
Na początku II wojny światowej Niemcy przejęli pałac, który należał wówczas do Antoniego Mańkowskiego – ostatniego właścicielu majątku Kazimierz Biskupi. Podczas wojny był użytkowany przez żandarmerię niemiecką. Niemcy zniszczyli wówczas m.in. pałacową bibliotekę. W 1945 roku zdewastowali go również Rosjanie. Po wojnie mieściła się w nim świetlica oraz szkoła podstawowa, przy której odbywały się różne gminne uroczystości. Budynek był również miejscem szkoleniowym lokalnej grupy ZMP, a ponadto odbywały się w nim zebrania członków miejscowych organizacji społecznych, różne prelekcje, potańcówki, festyny, koncerty i bale karnawałowe. Działały tam również komisje wyborcze. 
W 1965 roku pałac został rozebrany przez Kopalnię Węgla Brunatnego „Konin”, która na północy Kazimierza Biskupiego zakładała nową odkrywkę węgla brunatnego. 
Jedną z nielicznych pamiątek, które zachowały się z pałacu, jest rzeźbiony kredens, będący własnością Muzeum Okręgowego w Koninie.